# Jean-Baptiste Wicar

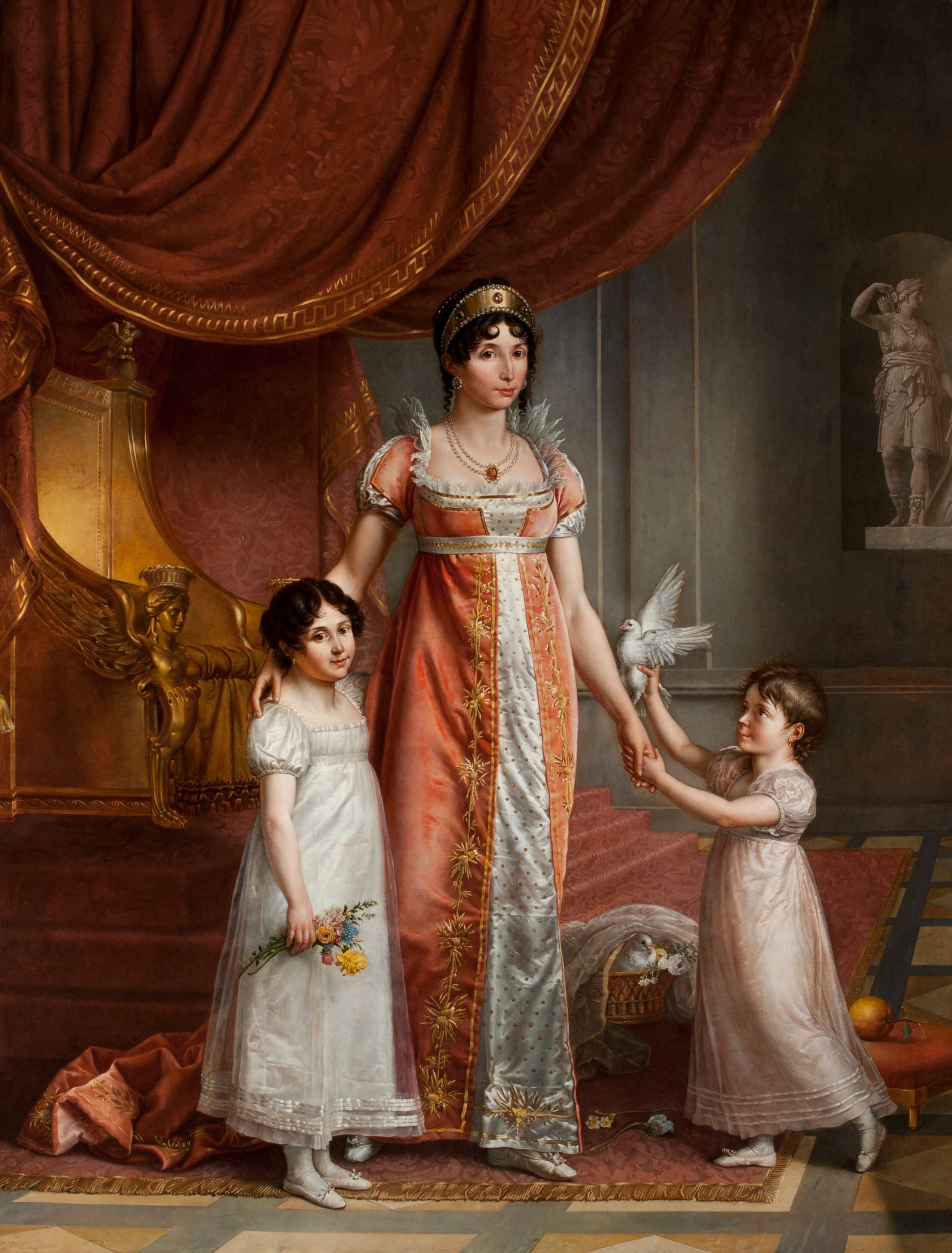
Ritratto di Giulia Bonaparte e delle figlie

Jean-Baptiste Joseph Wicar (Lilla, 22 gennaio 1762 – Roma, 27 febbraio 1834) è stato un pittore, collezionista d'arte neoclassico francese.

## Biografia
Figlio di un falegname, fu allievo della gratuita scuola di disegno di Lilla, prima di proseguire l'apprendistato nello studio parigino di David. Fece i disegni dei Tableaux, statues, bas-reliefs et camées de la Galerie de Florence et du palais Pitti, pubblicati in 4 volumi a Parigi, dal 1789 al 1807.
Diresse la commissione incaricata del sequestro delle opere d'arte olandesi: l'11 agosto 1794 un primo convoglio lasciava Anversa, per depositare al Louvre le opere di Rubens. Anche abbazie e castelli vennero svuotate di opere d'arte e di mobilia. Con gli stessi compiti, venne anche in Italia dopo la campagna napoleonica e si stabilì a Roma, nel 1800, divenendo un importante ritrattista.
Nel 1806, grazie alle raccomandazioni di Antonio Canova fu nominato direttore dell'Accademia delle belle arti, a Napoli, dove risiedette fino al 1809, e nel 1808 fu fatto cavaliere del Regno delle Due Sicilie, governato da Giuseppe Bonaparte. I rapporti di Wicar con la famiglia del fratello maggiore di Napoleone e con quella di Luciano Bonaparte, furono particolarmente stretti. Tornato a Roma, nel 1809, frequentò spesso le residenze di Luciano a Frascati e a Canino e ritrasse lui, la moglie Alexandrine de Bleschamp e i suoi figli.
Alla sua morte, Wicar lasciò alla Société des Sciences, de l'Agriculture et des Arts di Lilla la collezione di disegni accumulata in tutta la sua vita, composta di circa 1300 opere, soprattutto di scuola italiana, che ora arricchiscono il Musée des Beaux-Arts della città. La Galleria dell'Accademia di belle arti di Napoli possiede il Ritratto del Duca Torlonia, 1832, olio su tela, 51x64 cm.

## Opere
- San Giovanni Battista e San Sebastiano, chiesa di Boutigny-sur-Essonne.
- Virgilio legge l'Eneide ad Augusto, Livia e Ottavia, 1793, Art Institute, Chicago
- Ritratto di Marie-Julie Bonaparte, Museo nazionale di Capodimonte, Napoli
- Ritratto di Jacques-Louis David, Museo del Louvre, Parigi
- Ritratto di Gioacchino Murat, Musée des Beaux-Arts, Lilla
- Giulia Clary Bonaparte, regina di Napoli, con le figlie Zenaide e Carlotta, Palazzo Reale di Caserta
- Giuseppe Bonaparte re di Napoli, Versailles
- Carlotta Bonaparte in abito di contadina da Canino, Museo Napoleonico, Roma
- Carlotta Bonaparte bambina, Museo Napoleonico, Roma
- Zenaide Bonaparte bambina, Museo Napoleonico, Roma
- Virgilio legge il VI libro dell'Eneide alla corte di Augusto, 1818-1819, Tremezzina (Co), Villa Carlotta, Museo e Giardino botanico
- Ritratto di Francesco Massimiliano Laboureur, Accademia nazionale di San Luca, Roma
- Sposalizio della Vergine Maria, Duomo di San Lorenzo, Perugia. In sostituzione del quadro del Perugino (Pietro Vannucci), trafugato dalle truppe napoleoniche e oggi al Musèe des Beaux-Arts, a Caen.